# هاشم اسدالله
هاشم اسدالله (زاده ۱۵ نوامبر ۱۹۸۵) بازیگر، مجری و تهیه‌کننده کویتی است. وی فعالیت تلویزیونی خود را در سال ۲۰۰۵ به عنوان مجری در شبکه الرأی با برنامه تلویزیونی رایکم شباب آغاز کرد. بیش از سیزده سال است که او به عنوان مجری در تلویزیون کویت مشغول به فعالیت است.

## فعالیت

### بازیگر
در سریال‌های:
- الملکة
- مجموعة إنسان

### مجری
در بیش از پانزده برنامه تلویزیونی:
- رایکم شباب
- دیوان
- کافیه شبابی
- السهره
- لنترک بصمه
- بروفه
- بروفایل شبابی
- رحله مع فنان
- شباب قول وفعل
- اکسب معنا